# Dorus Vrede
Dorus Monseigneur Vrede (Lombe, 16 februari 1949 - Paramaribo, 29 maart 2020) was een Surinaams onderwijzer, dichter, verhalenschrijver en liedjeszanger.

## Leven
Dorus Vrede groeide op in Lombe, een dorp aan de Surinamerivier. In 1964 moest hij uit zijn dorp vertrekken, toen het water van het Prof. Dr. Ir. W.J. van Blommesteinmeer ging stijgen en de Saramaccaners verdreven werden van hun geboortegrond. Hij kwam terecht in het transmigratiedorp Nyun-Lombe en ging van daaruit naar Paramaribo. Hij behaalde de hulponderwijzersakte, en werkte aan een groot aantal scholen, onder meer van 1980 tot 1985 als schoolhoofd te Jawjaw aan de Boven-Suriname.
Vrede was oprichter van de sociaal-culturele stichting Hai Jamaica. 
Vrede speelde een hoofdrol in de televisiedocumentaire Brokopondo, verhalen van een verdronken land (1994) van John Albert Jansen.
In 2021 was een maand op de Iconenkalender van NAKS gewijd aan Dorus Vrede.

## Literair werk
De thematiek van de transmigratie (ver gedwongen verhuizing van de Saramaccaners toen het water van het stuwmeer hun geboortegrond overspoelde) speelt een belangrijke rol in het werk van Vrede. Hij schreef er de verhalenbundels Rond het sterfbed van mijn dorp (1987; drie drukken) en Als ik zwijg bloedt mijn hart (1997) over. Zijn gedichten – die hij ook vaak, zich op de gitaar begeleidend, zingt, werden gebundeld in Otobanda/De andere oever (1992): werk in het Saramaccans, Aukaans, Nederlands en Kromanti (rituele geheimtaal van de marrons). Werk van Vrede verscheen verder in Pikin boskopoe (het maandblad voor het Surinaamse binnenland van de Pater Ahlbrinck Stichting), het Vlaamse tijdschrift Deus ex Machina (1987), het Nederlandse De Gids (1990), met regelmaat in De Ware Tijd Literair en in verschillende bloemlezingen, waaronder de Spiegel van de Surinaamse poëzie (1995) en Mama Sranan (1999). Hij droeg ook bij aan de Engelstalige bloemlezing uit de Surinaamse literatuur Diversity is power (2007).

## Over Dorus Vrede
- Een portret in beeld en tekst van Dorus Vrede is opgenomen in: Michel Szulc-Krzyzanowski (fotografie) & Michiel van Kempen (tekst), Woorden die diep wortelen. Tien vertellers en schrijvers uit Suriname. Amsterdam: Voetnoot, 1992, pp. 75-101.
- Michiel van Kempen, Een geschiedenis van de Surinaamse literatuur. Breda: De Geus, 2003, deel II, pp. 1078-1081.